# Age of Love (Band)
Age of Love war ein italienisches Trance-Projekt, bestehend aus den beiden Musikproduzenten Bruno Sanchioni und Giuseppe Cherchia.

## Biografie
1990 erschien der gleichnamige Titel des Duos. Der Track wurde im Bereich der elektronischen Tanzmusik bekannt und erfolgreich und war bereits als Musikvideo auf VIVA zu sehen.
The Age of Love wurde ursprünglich auf dem belgischen Label Diki Records veröffentlicht. 1992 erschien der Watch-Out-for-Stella-Remix von Jam & Spoon auf dem Label React, aber auch Remixe von Künstlern wie Paul van Dyk und Brainbug. Im Februar 2007 war der Track bereits auf 67 verschiedenen Veröffentlichungen und auf 346 verschiedenen Techno-Kompilationen enthalten. Sanchioni und Cherchia haben seitdem nicht mehr zusammen produziert, es blieb bei diesem Track. Sanchioni machte als Produzent weiter und war später am Musikprojekt B.B.E. beteiligt.

## Diskografie
Singles
- 1990: The Age of Love (Original Versions)
- 1992: The Age of Love (The Jam & Spoon Mixes)
- 1997: The Age of Love (The Remixes)
- 1998: The Age of Love ’98